# Christian Pleß
Christian Pleß (* 31. Oktober 1908; † 5. März 1933 in Offenbach am Main) war als Reichsbannermann ein Mitglied der Eisernen Front in Offenbach am Main. Er wurde am Tag der Reichstagswahl 1933 von einem SA-Mann ermordet.
Nationalsozialistische Kräfte versuchten bei der Reichstagswahl 1933 durch gewalttätige Aktionen die Wahl zu ihren Gunsten zu beeinflussen. Die Reichsbanner-Organisation versuchte wiederum, die rechte Gewalt durch eigene Ordnungskräfte für den Wahleinsatz einzudämmen. Die nationalsozialistische SA setzte Schusswaffen gegen die Reichsbannerkräfte ein und misshandelte und ermordete den 24-jährigen Portefeuilleur Christian Pleß.
Christian Pleß war das erste Opfer der Nationalsozialisten in Offenbach am Main. Zu seinem Gedenken wurde in Offenbach am Main die ehemalige Sedanstraße nach Ende des Zweiten Weltkrieges in Christian-Pleß-Straße umbenannt. Am 21. Oktober 2006 wurde zur Erinnerung an Pleß in der Kaiserstraße 1 ein Stolperstein verlegt.